# Audi 200 quattro
L'Audi 200 quattro è una versione sportiva dell'Audi 200, specificatamente progettata per partecipare al Campionato del mondo rally, campionato in cui ha gareggiato nel 1987, anno in cui esordirono le vetture gruppo A che soppiantò definitivamente il gruppo B, abolito al termine della stagione 1986 a seguito di diversi incidenti mortali.

## Storia
Nel Safari Rally del 1987 l'Audi sorprese la concorrenza schierando due Audi 200 quattro turbo sulla linea di partenza. Questa berlina di quasi cinque metri di lunghezza, alla sua seconda uscita in una competizione (la prima era stata il Rally di Montecarlo) aveva il compito di insidiare le più agili e competitive Toyota, Subaru e Nissan, che spadroneggiavano da sei anni nella categoria Gruppo A.
Le due 200 vengono affidate a Hannu Mikkola e Walter Röhrl e, complice un po' di sfortuna delle avversarie giapponesi, si piazzano prima (Mikkola) e seconda (Röhrl); le due auto hanno dato mostra della loro affidabilità e qualità costruttiva, portando i due piloti al traguardo con delle lievi noie alla vettura di Mikkola (turbina e batteria), per il resto solo le soste preventivate dall'Audi, dettate dalla durezza del percorso.
La 200 2.1 Turbo Quattro gruppo A, adottava una trazione integrale con differenziale centrale viscostatico a ripartizione di coppia e posteriormente un “Torsen”. Il motore era da 2144 cm³ a cinque cilindri, con una potenza elevata a 238 CV (175 KW) erogati a 6000 giri/min e una coppia di 33.6 kgm (330 Nm) a 4000 giri/min, abbinato ad un peso della vettura di 1350 kg.